# ULEB Eurokup 2008./09.
ULEB Eurokup 2008./09. je 7. izdanje drugog najjačeg natjecanja u Europi i prvo izdanje pod imenom Eurokup. Od osnutka 2002. godine ovo natjecanje nosilo je ime ULEB kup. Ove sezone sudjelovat će 48 momčadi iz 22 države. Nakon kvalifikacija najboljih 36 momčadi nastavljaju u daljnji tijek natjecanja, dok 16 eliminiranih momčadi odlaze u treće najjače natjecanje u Europi, a to je EuroChallenge 2008./09. U ovoj sezoni pobjednik natjecanja je litavski Lietuvos Rytas, a najkorisniji igrač natjecanja također igrač Lietuvos Rytasa Chuck Eidson.

## Momčadi koje nastupaju u ULEB Eurokupu
| Država     | Momčadi | Momčadi (rangirane u nacionalnom prvenstvu 2007./08.) | Momčadi (rangirane u nacionalnom prvenstvu 2007./08.) | Momčadi (rangirane u nacionalnom prvenstvu 2007./08.) | Momčadi (rangirane u nacionalnom prvenstvu 2007./08.) | Momčadi (rangirane u nacionalnom prvenstvu 2007./08.) |
| ---------- | ------- | ----------------------------------------------------- | ----------------------------------------------------- | ----------------------------------------------------- | ----------------------------------------------------- | ----------------------------------------------------- |
| Rusija     | 5       | Khimki (2)                                            | Dinamo Moskva (3)                                     | Ural Great (4)                                        | UNIKS Kazan (5)                                       | Triumph (6)                                           |
| Španjolska | 4       | Pamesa Valencia (6)                                   | Iurbentia Bilbao (7)                                  | Cajasol (8)                                           | Gran Canaria (9)                                      |                                                       |
| Francuska  | 4       | Chorale Roanne (2)                                    | ASVEL (3)                                             | Le Havre (5)                                          | Cholet (8)                                            |                                                       |
| Grčka      | 3       | Maroussi (4)                                          | Aris Thessaloniki (5)                                 | Panellinios (6)                                       |                                                       |                                                       |
| Italija    | 2       | GMAC Bologna (8)                                      | Benetton Treviso (10)                                 |                                                       |                                                       |                                                       |
| Srbija     | 3       | Hemofarm (2)                                          | KK Crvena zvezda (3)                                  | FMP (4)                                               |                                                       |                                                       |
| Turska     | 3       | Türk Telekom (2)                                      | Beşiktaş (3)                                          | Galatasaray (4)                                       |                                                       |                                                       |
| Njemačka   | 3       | Telekom Basket (2)                                    | Artland Dragons (6)                                   | Brose Baskets (7)                                     |                                                       |                                                       |
| Litva      | 2       | Lietuvos Rytas (2)                                    | Šiauliai (3)                                          |                                                       |                                                       |                                                       |
| Poljska    | 2       | Turów Zgorzelec (2)                                   | Czarni Slupsk (10)                                    |                                                       |                                                       |                                                       |
| Latvija    | 2       | Barons LMT Riga (1)                                   | ASK Riga (2)                                          |                                                       |                                                       |                                                       |
| Izrael     | 2       | Bnei HaSharon (3)                                     | Hapoel Jeruzalem (6)                                  |                                                       |                                                       |                                                       |
| Ukrajina   | 2       | Azovmash Mariupol (1)                                 | BC Kijev (2)                                          |                                                       |                                                       |                                                       |
| Belgija    | 2       | Spirou Charleroi (2)                                  | Telindus Oostende (5)                                 |                                                       |                                                       |                                                       |
| Švicarska  | 1       | Benetton Fribourg (1)                                 |                                                       |                                                       |                                                       |                                                       |
| Austrija   | 1       | Swans Allianz (1)                                     |                                                       |                                                       |                                                       |                                                       |
| Estonija   | 1       | Tartu Ülikool/Rock (1)                                |                                                       |                                                       |                                                       |                                                       |
| Crna Gora  | 1       | Budućnost (1)                                         |                                                       |                                                       |                                                       |                                                       |
| Hrvatska   | 1       | Zadar (1)                                             |                                                       |                                                       |                                                       |                                                       |
| Bugarska   | 1       | Lukoil Academic (1)                                   |                                                       |                                                       |                                                       |                                                       |
| Češka      | 1       | Nymburk (1)                                           |                                                       |                                                       |                                                       |                                                       |
| Nizozemska | 1       | Amsterdam (1)                                         |                                                       |                                                       |                                                       |                                                       |

## Kvalifikacije

### 1. kolo
|  | Momčad #1            | Ukup.   | Momčad #2          | 1. uta. | 2. uta. |
|  | -------------------- | ------- | ------------------ | ------- | ------- |
|  | Šiauliai             | 136-167 | Galatasaray        | 73-73   | 63-94   |
|  | Amsterdam            | 133-146 | FMP                | 66-60   | 67-83   |
|  | Energa Czarni Slupsk | 136-151 | UNIKS Kazan        | 76-62   | 50-89   |
|  | Swans Allianz        | 146-139 | Tartu Ülikool/Rock | 86-64   | 60-75   |
|  | Panellinios          | 154-124 | Telekom Basket     | 69-54   | 85-70   |
|  | Triumph              | 146-159 | Telindus Oostende  | 78-78   | 68-81   |
|  | ASK Riga             | 142-137 | Cholet             | 69-62   | 73-75   |

### 2. kolo
|   | Team #1           | Agg.    | Team #2             | 1st leg | 2nd leg |
| - | ----------------- | ------- | ------------------- | ------- | ------- |
| A | Galatasaray       | 147-176 | Budućnost           | 85-83   | 62-93   |
| B | FMP               | 138-118 | Ural Great          | 69-61   | 69-57   |
| C | UNIKS Kazan       | 161-142 | Hapoel Jeruzalem    | 88-66   | 73-76   |
| D | Swans Allianz     | 163-178 | KK Crvena zvezda    | 82-82   | 81-96   |
| E | Panellinios       | 168-165 | BC Kijev            | 96-69   | 72-96   |
| F | Le Havre          | 172-168 | Telindus Oostende   | 84-85   | 88-83   |
| G | Benetton Fribourg | 125-195 | Kalise Gran Canaria | 64-92   | 61-103  |
| H | ASK Riga          | 151-134 | Cajasol             | 83-69   | 68-65   |

## Regularna sezona

### Grupa A
|    | Klub                  | Sus. | Pob. | Izg. | PD  | PP  | Razl. |
| -- | --------------------- | ---- | ---- | ---- | --- | --- | ----- |
| 1. | Maroussi Costa Coffee | 6    | 4    | 2    | 493 | 468 | +25   |
| 2. | Zadar                 | 6    | 4    | 2    | 505 | 480 | +25   |
| 3. | ASK Riga              | 6    | 3    | 3    | 496 | 478 | +18   |
| 4. | Chorale Roanne        | 6    | 1    | 5    | 430 | 498 | −68   |

### Grupa B
|    | Klub            | Sus. | Pob. | Izg. | PD  | PP  | Razl. |
| -- | --------------- | ---- | ---- | ---- | --- | --- | ----- |
| 1. | UNIKS Kazan     | 6    | 6    | 0    | 488 | 435 | +53   |
| 2. | Dinamo Moskva   | 6    | 4    | 2    | 490 | 442 | +48   |
| 3. | Barons/LMT Riga | 6    | 1    | 5    | 443 | 489 | −46   |
| 4. | Lukoil Academic | 6    | 1    | 5    | 454 | 509 | −55   |

### Grupa C
|    | Klub                | Sus. | Pob. | Izg. | PD  | PP  | Razl. |
| -- | ------------------- | ---- | ---- | ---- | --- | --- | ----- |
| 1. | Khimki Moskva       | 6    | 5    | 1    | 459 | 400 | +59   |
| 2. | Benetton            | 6    | 4    | 2    | 478 | 443 | +35   |
| 3. | Beşiktaş Cola Turka | 6    | 3    | 3    | 459 | 471 | −12   |
| 4. | STB Le Havre        | 6    | 0    | 6    | 413 | 495 | −82   |

### Grupa D
|    | Klub          | Sus. | Pob. | Izg. | PD  | PP  | Razl. |
| -- | ------------- | ---- | ---- | ---- | --- | --- | ----- |
| 1. | Türk Telekom  | 6    | 4    | 2    | 393 | 344 | +49   |
| 2. | Panellinios   | 6    | 3    | 3    | 452 | 435 | +17   |
| 3. | Aris BSA      | 6    | 3    | 3    | 457 | 459 | −2    |
| 4. | Bnei HaSharon | 6    | 2    | 4    | 362 | 426 | −64   |

### Grupa E
|    | Klub                | Sus. | Pob. | Izg. | PD  | PP  | Razl. |
| -- | ------------------- | ---- | ---- | ---- | --- | --- | ----- |
| 1. | Azovmash            | 6    | 4    | 2    | 484 | 472 | +12   |
| 2. | Lietuvos Rytas      | 6    | 3    | 3    | 491 | 465 | +26   |
| 3. | Asvel Basket        | 6    | 3    | 3    | 475 | 514 | −39   |
| 4. | Kalise Gran Canaria | 6    | 2    | 4    | 481 | 480 | +1    |

### Grupa F
|    | Klub             | Sus. | Pob. | Izg. | PD  | PP  | Razl. |
| -- | ---------------- | ---- | ---- | ---- | --- | --- | ----- |
| 1. | Spirou Basket    | 6    | 5    | 1    | 485 | 415 | +70   |
| 2. | KK Crvena zvezda | 6    | 5    | 1    | 490 | 425 | +65   |
| 3. | PGE Turów        | 6    | 2    | 4    | 411 | 453 | −42   |
| 4. | Brose Baskets    | 6    | 0    | 6    | 340 | 433 | −93   |

### Grupa G
|    | Klub            | Sus. | Pob. | Izg. | PD  | PP  | Razl. |
| -- | --------------- | ---- | ---- | ---- | --- | --- | ----- |
| 1. | Pamesa Valencia | 6    | 6    | 0    | 497 | 414 | +83   |
| 2. | Artland Dragons | 6    | 3    | 3    | 464 | 495 | −31   |
| 3. | Fortitudo       | 6    | 2    | 4    | 470 | 457 | +13   |
| 4. | KK FMP          | 6    | 1    | 5    | 398 | 463 | −65   |

### Grupa H
|    | Klub             | Sus. | Pob. | Izg. | PD  | PP  | Razl. |
| -- | ---------------- | ---- | ---- | ---- | --- | --- | ----- |
| 1. | Iurbentia Bilbao | 6    | 6    | 0    | 481 | 411 | +70   |
| 2. | Hemofarm         | 6    | 3    | 3    | 441 | 469 | −28   |
| 3. | ČEZ Nymburk      | 6    | 2    | 4    | 446 | 482 | −36   |
| 4. | KK Budućnost     | 6    | 1    | 5    | 419 | 425 | −6    |

## Najboljih 16

### Grupa I
|    | Klub                  | Sus. | Pob. | Izg. | PD  | PP  | Razl. |
| -- | --------------------- | ---- | ---- | ---- | --- | --- | ----- |
| 1. | Dinamo Moskva         | 6    | 6    | 0    | 492 | 442 | +50   |
| 2. | Khimki Moskva         | 6    | 3    | 3    | 479 | 457 | +22   |
| 3. | Maroussi Costa Coffee | 6    | 2    | 4    | 443 | 470 | −27   |
| 4. | Panellinios           | 6    | 1    | 5    | 467 | 512 | −45   |

### Grupa J
|    | Klub         | Sus. | Pob. | Izg. | PD  | PP  | Razl. |
| -- | ------------ | ---- | ---- | ---- | --- | --- | ----- |
| 1. | Benetton     | 6    | 5    | 1    | 493 | 458 | +35   |
| 2. | Zadar        | 6    | 3    | 3    | 497 | 513 | −16   |
| 3. | UNIKS Kazan  | 6    | 3    | 3    | 465 | 414 | +51   |
| 4. | Türk Telekom | 6    | 1    | 5    | 452 | 522 | −70   |

### Grupa K
|    | Klub             | Sus. | Pob. | Izg. | PD  | PP  | Razl. |
| -- | ---------------- | ---- | ---- | ---- | --- | --- | ----- |
| 1. | Pamesa Valencia  | 6    | 4    | 2    | 450 | 436 | +14   |
| 2. | Hemofarm         | 6    | 4    | 2    | 460 | 428 | +32   |
| 3. | Azovmash         | 6    | 3    | 3    | 477 | 457 | +20   |
| 4. | KK Crvena zvezda | 6    | 1    | 5    | 437 | 503 | −66   |

### Grupa L
|    | Klub             | Sus. | Pob. | Izg. | PD  | PP  | Razl. |
| -- | ---------------- | ---- | ---- | ---- | --- | --- | ----- |
| 1. | Iurbentia Bilbao | 6    | 4    | 2    | 449 | 415 | +34   |
| 2. | Lietuvos Rytas   | 6    | 4    | 2    | 467 | 406 | +61   |
| 3. | Spirou Basket    | 6    | 3    | 3    | 453 | 473 | −20   |
| 4. | Artland Dragons  | 6    | 1    | 5    | 441 | 516 | −75   |

## Četvrtfinale
|  | Četvrtfinale       | Četvrtfinale       |                    |    | Polufinale | Polufinale |  |  | Finale | Finale |
|  |                    |                    |                    |    |            |            |  |  |        |        |
|  | 2. travnja, Torino |                    |                    |    |            |            |  |  |        |        |
|  |                    |                    |                    |    |            |            |  |  |        |        |
|  | Dinamo Moskva      | 85                 |                    |    |            |            |  |  |        |        |
|  | Dinamo Moskva      | 85                 | 4. travnja, Torino |    |            |            |  |  |        |        |
|  | Hemofarm           | 93                 |                    |    |            |            |  |  |        |        |
|  | Hemofarm           | 93                 | Hemofarm           | 68 |            |            |  |  |        |        |
|  | 2. travnja, Torino |                    | Hemofarm           | 68 |            |            |  |  |        |        |
|  |                    | Lietuvos Rytas     | 73                 |    |            |            |  |  |        |        |
|  | Benetton Treviso   | Lietuvos Rytas     | 73                 | 79 |            |            |  |  |        |        |
|  | Benetton Treviso   |                    | 5. travnja, Torino | 79 |            |            |  |  |        |        |
|  | Lietuvos Rytas     | 85                 |                    |    |            |            |  |  |        |        |
|  | Lietuvos Rytas     | 85                 | Lietuvos Rytas     | 80 |            |            |  |  |        |        |
|  | 3. travnja, Torino |                    | Lietuvos Rytas     | 80 |            |            |  |  |        |        |
|  |                    | Himki Moskva       | 74                 |    |            |            |  |  |        |        |
|  | Pamesa Valencia    | Himki Moskva       | 74                 | 73 |            |            |  |  |        |        |
|  | Pamesa Valencia    | 4. travnja, Torino |                    | 73 |            |            |  |  |        |        |
|  | Himki Moskva       | 76                 |                    |    |            |            |  |  |        |        |
|  | Himki Moskva       | 76                 | Himki Moskva       | 79 |            |            |  |  |        |        |
|  | 3. travnja, Torino |                    | Himki Moskva       | 79 |            |            |  |  |        |        |
|  |                    | Iurbentia Bilbao   | 73                 |    |            |            |  |  |        |        |
|  | Iurbentia Bilbao   | Iurbentia Bilbao   | 73                 | 76 |            |            |  |  |        |        |
|  | Iurbentia Bilbao   |                    |                    | 76 |            |            |  |  |        |        |
|  | KK Zadar           | 67                 |                    |    |            |            |  |  |        |        |
|  | KK Zadar           | 67                 |                    |    |            |            |  |  |        |        |

## Nagrade i priznanja

#### MVP Eurokupa 2008./09.
- Chuck Eidson  (  Lietuvos Rytas )

#### MVP finala Eurokupa 2008./09.
- Marijonas Petravičius  (  Lietuvos Rytas )

#### Prva petorka turnira
- Chuck Eidson  (  Lietuvos Rytas )
- Kelly McCarty (  Himki Moskva )
- Boštjan Nachbar (  Dinamo Moskva )
- Todor Gečevski (  Zadar )
- Marko Banić (  Iurbentia Bilbao )

#### Druga petorka turnira
- Khalid El-Amin (  Azovmash Mariupol )
- Gary Neal (  Benetton Treviso )
- Travis Hansen (  Dinamo Moskva )
- Matt Nielsen (  Pamesa Valencia )
- Sandro Nicević (  Benetton Treviso )

#### Rising Star
- Milan Mačvan (  Hemofarm )

#### Trener godine
- Oktay Mahmuti (  Benetton Treviso )

## Vanjske poveznice
- Službena stranica
- Službena stranica Eurobasketa

| Sezone ULEB Eurokupa          | Sezone ULEB Eurokupa |
| ----------------------------- | --- |
|                               | |
| Sezone natjecanja             | ULEB kup 2002./03. \| 2003./04. \| 2004./05. \| 2005./06. \| 2006./07. \| 2007./08. EuroCup 2008./09. \| 2009./10. \| 2010./11. \| 2011./12. \| 2012./13. \| 2013./14. \| 2014./15. \| 2015./16. \| 2016./17. \| 2017./18. |
|                               | |
| Bivša natjecanja ovog formata | Kup Koraća \| Saporta kup |
| ULEB kup                      | 2002./03. \| 2003./04. \| 2004./05. \| 2005./06. \| 2006./07. \| 2007./08. |
|                               | |
| EuroCup                       | 2008./09. \| 2009./10. \| 2010./11. \| 2011./12. \| 2012./13. \| 2013./14. \| 2014./15. \| 2015./16. \| 2016./17. \| 2017./18.                                                                                             |

| ULEB kup | 2002./03. \| 2003./04. \| 2004./05. \| 2005./06. \| 2006./07. \| 2007./08.                                                     |
|          | |
| EuroCup  | 2008./09. \| 2009./10. \| 2010./11. \| 2011./12. \| 2012./13. \| 2013./14. \| 2014./15. \| 2015./16. \| 2016./17. \| 2017./18. |

| Sezone ULEB Eurokupa          | Sezone ULEB Eurokupa |
| ----------------------------- | --- |
|                               | |
| Sezone natjecanja             | ULEB kup 2002./03. \| 2003./04. \| 2004./05. \| 2005./06. \| 2006./07. \| 2007./08. EuroCup 2008./09. \| 2009./10. \| 2010./11. \| 2011./12. \| 2012./13. \| 2013./14. \| 2014./15. \| 2015./16. \| 2016./17. \| 2017./18. |
|                               | |
| Bivša natjecanja ovog formata | Kup Koraća \| Saporta kup |
| ULEB kup                      | 2002./03. \| 2003./04. \| 2004./05. \| 2005./06. \| 2006./07. \| 2007./08. |
|                               | |
| EuroCup                       | 2008./09. \| 2009./10. \| 2010./11. \| 2011./12. \| 2012./13. \| 2013./14. \| 2014./15. \| 2015./16. \| 2016./17. \| 2017./18.                                                                                             |

| ULEB kup | 2002./03. \| 2003./04. \| 2004./05. \| 2005./06. \| 2006./07. \| 2007./08.                                                     |
|          | |
| EuroCup  | 2008./09. \| 2009./10. \| 2010./11. \| 2011./12. \| 2012./13. \| 2013./14. \| 2014./15. \| 2015./16. \| 2016./17. \| 2017./18. |

| Košarkaška natjecanja u sezoni 2008./09. | Košarkaška natjecanja u sezoni 2008./09.                                   |
| ---------------------------------------- | -------------------------------------------------------------------------- |
|                                          |                                                                            |
| Košarkaške lige                          | NLB liga 2008./09. \| A-1 HKL 2008./09. \| 1. A SKL 2008./09.              |
|                                          |                                                                            |
| Europska košarkaška natjecanja           | Euroliga 2008./09. \| EuroChallenge 2008./09. \| ULEB Eurokup 2008./09. \| |
|                                          |                                                                            |
| Američka košarkaška natjecanja           | NBA 2008./09.                                                              |
|                                          |                                                                            |
| Europska prvenstva                       | Europsko prvenstvo u košarci – Poljska 2009.                               |
|                                          |                                                                            |
| Olimpijske igre                          | XXIX. Olimpijske igre - Peking 2008.                                       |

| Košarkaška natjecanja u sezoni 2008./09. | Košarkaška natjecanja u sezoni 2008./09.                                   |
| ---------------------------------------- | -------------------------------------------------------------------------- |
|                                          |                                                                            |
| Košarkaške lige                          | NLB liga 2008./09. \| A-1 HKL 2008./09. \| 1. A SKL 2008./09.              |
|                                          |                                                                            |
| Europska košarkaška natjecanja           | Euroliga 2008./09. \| EuroChallenge 2008./09. \| ULEB Eurokup 2008./09. \| |
|                                          |                                                                            |
| Američka košarkaška natjecanja           | NBA 2008./09.                                                              |
|                                          |                                                                            |
| Europska prvenstva                       | Europsko prvenstvo u košarci – Poljska 2009.                               |
|                                          |                                                                            |
| Olimpijske igre                          | XXIX. Olimpijske igre - Peking 2008.                                       |